# Стефан Святополк-Четвертинський
князь Стефан Святополк-Четвертинський (близько 1575—1655) — український (руський) магнат, військовий та державний діяч Речі Посполитої, учасник відновлення православної ієрархії 1620 року, один з чільних репрезентантів української православної шляхти, що визнала зверхність Війська Запорозького. Каштелян-номінант чернігівський. Представник православно-консервативного табору руських політиків того часу.

## Життєпис
Був сином пінського городничого Яцька Святополка-Четвертинського та його дружини Катерини з Бокіїв. Власне засновник молодшої гілки Святополків-Четвертинських на Новій Четвертні, заклав фундамент роду маєтковий, політичний у 1-й половині XVII століття. 
Власник містечка Животова. Тут тримав до 500 жовнірів, з якими брав участь в битвах з татарами; зокрема, у їх погромі 20 лютого 1626 року під Галичем. Приятель гетьмана Петра Сагайдачного, брав участь в битві під Хотином 1621 року. За це в 1621 році став хорунжим, в 1625 році — підкоморієм брацлавським. Брав участь у війні зі шведами.
25 лютого 1647 року брав участь в обранні Сильвестра Косова митрополитом, представляв табір угодовців.
Разом з синами був командиром посполитого рушення Брацлавського воєводства при королі Польщі Яну ІІ Казимиру. Через непослух Богдана Хмельницькому, козаки стратили в Тульчині сина Януша, зрівняли із землею Животів; переховувася у Володимирці.

## Маєтності
Став власником Животова, Китайгороду, Комаргородка та шерегу сіл (компланація з князем Янушем Вишневецьким); від Остафія Дашкевича набув маєток Кісниця (1628 рік); Від Шклінського набув Володимирець на волинському Поліссі. Сприяв заселенню «пустиней», коло Батога і Батіжка заснував містечко Четвертинівку.

### Сім'я
Перша дружина — Анна з Бокіїв, донька луцького судді Гаврила Бокія. Сини:
- Олександр — загинув під Кішпорком
- Ілля († 1640/1641) — ротмістр війська кварцяного
- Микола († 1659) — свояк гетьмана Івана Виговського, мінський каштелян.

Друга дружина — Анна Микулинська, віном були животівські маєтності у Брацлавському воєводстві. Діти:
- Януш — зять Миколи Чурила
- Петронеля — дружина Адама Пшедбура Конєцпольського

Третя дружина — Катерина Лесневська (1640 року), вдова канівського старости Героніма Харленського. Син Стефан — військовик, потім чернець-домініканець.

## Вшанування пам'яті
У Володимирці вулицю Тімірязєва перейменували на вулицю Стефана Четвертинського.